# Matilde af Flandern
Matilde af Flandern (fransk: Mathilde; nederlandsk: Machteld; født ca. 1031, død 2. november 1083) var dronning af England og hertuginde af Normandiet som hustru til Vilhelm 1. af England, også kaldet for "Bastarden" og "Erobreren". Hun blev mor til ti børn som overlevede barndommen, blandt dem to engelske konger: Vilhelm Rufus og Henrik 1. Hun var datter af grev Balduin 5. af Flandern og Adele af Frankrig (Adèle), datter af Robert 2. af Frankrig.
Som niece og barnebarn af kongerne af Frankrig, var Matilde af ædlere byrd end Vilhelm som var født udenfor ægteskabet, og ifølge en del mistænkelige romantiske fortællinger skal hun i begyndelsen have afvist ham på grund af det. At hun også var i slægt med den angelsaksiske kongehus i Wessex blev også nyttigt. Som mange kongelige ægteskaber i denne periode var det et brud på reglerne om blodslægtskab (konsangvinitet; fra latinske consanguinitas, kon- + sangvis, "blod") da Matilde og Vilhelm var i familie langt ude. Hun var omring 20 år da de blev gift i 1051/1052, Vilhelm var omkring fire år ældre, og havde været hertug af Normandiet siden 1035 da han var omkring 18 år.
Ægteskabet synes at have været vellykket, om antallet af børn og at der ikke er kilder på, at Vilhelm havde nogle uægte børn. Matilde var omkring 35 år og havde allerede født de fleste af sine børn, da Vilhelm igangsatte den normanniske erobring af angelsaksiske England i 1066. Han sejlede sit flagskib Mora som Matilde havde skaffet ham. Hun styrede hertugdømmet Normandiet i hans fravær og kom til ham et år senere, og derefter drog de tilbage til Normandiet, hvor hun tilbragte resten af sit liv mens Vilhelm blev i sit nye kongerige. Hun var omkring 52 år, da hun døde i Normandiet i 1083.
Bortset fra at styre Normandiet og støtte sin brors interesser i Flandern, havde hun en tæt opfølgning på sine børns uddannelse, som blev usædvanligt godt uddannet sammenlignet med samtidens kongelige. Drengene blev undervist af italienske Lanfranc, som blev gjort til ærkebiskop af Canterbury i 1070, mens pigerne lærte latin i Sainte-Trinité-klostret i Caen. Sidstnævnte blev grundlagt af Vilhelm og Matilde som en del af den pavelige dispensation som tillod deres ægteskab.